# Tomás Avilés
Tomás Avilés (Río Gallegos, 2004. augusztus 3. –) chilei és argentin korosztályos válogatott labdarúgó, az amerikai Inter Miami hátvéde.

## Pályafutása

### Klubcsapatokban
Avilés az argentínai Río Gallegos városában született. Junior pályafutását a CAI és az Atlético Boxing Club csapatában kezdte, majd a Racing Clubnál folytatta.
2023-ban mutatkozott be a Racing Club felnőtt keretében. 2023. augusztus 1-jén 3½ éves szerződést kötött az észak-amerikai első osztályban szereplő Inter Miami együttesével. Először a 2023. augusztus 27-ei, New York Red Bulls ellen idegenben 2–0-ra megnyert találkozón lépett pályára. Első gólját 2023. október 1-jén, a New York City ellen hazai pályán 1–1-es döntetlennel zárult mérkőzésen szerezte meg.

### A válogatottban
Avilés Argentínát és anyai nagyanyja révén Chilét is képviselte az U20-as korosztályú válogatottban.

## Sikerei, díjai
Inter Miami
- US Open Cup
  - Döntős (1): 2023

- Leagues Cup
  - Győztes (1): 2023